# Bataille de Blaauwberg

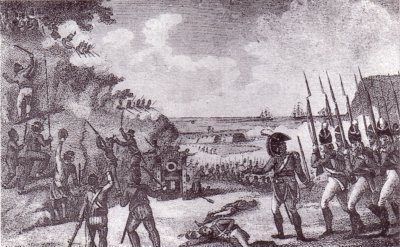
La bataille du Cap

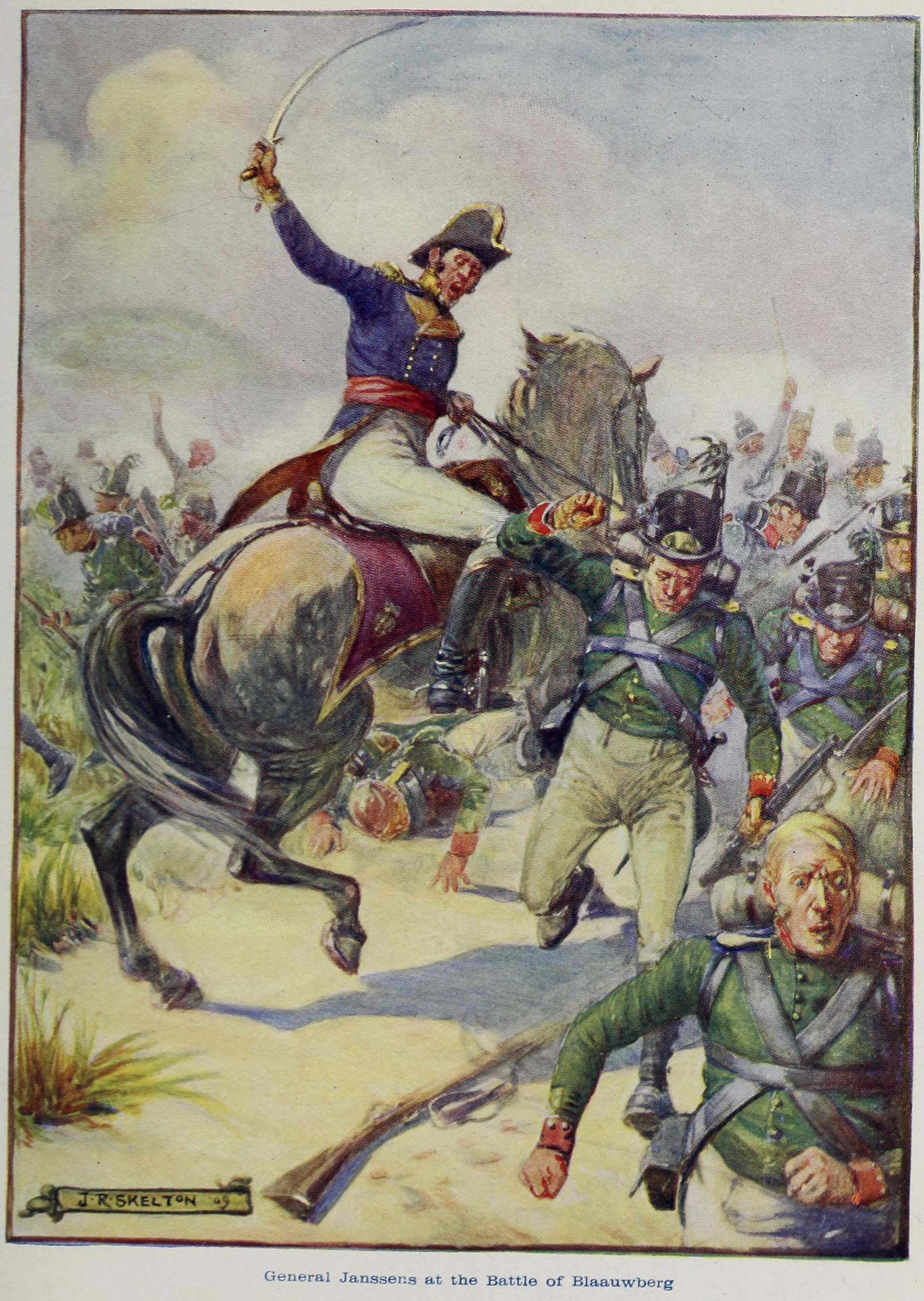
Le général Janssens à la bataille de Blaauwberg

La bataille de Blaauwberg, ou parfois bataille du Cap, qui se déroula près de la ville du Cap, alors batave, le 8 janvier 1806, fut un petit engagement engendrant un changement important. C'est à partir de cette date que débuta la domination britannique en Afrique du Sud, qui se concrétisera durant tout le XIXe et le XXe siècle.

## Ordres de bataille

### Armée franco-batave
Général Janssens

- 22e bataillon de ligne batave [8 compagnies dont 1 grenadier - 400h]
- 5e Bataillon du régiment Waldeck [7 compagnies dont 1 jager - 400h]
- Compagnie auxiliaire d'infanterie [régiment Île-de-France ? - 50h]
- Équipage de 160 hommes de la frégate Atalante qui avait fait naufrage dans la rade du cap de Bonne-Espérance le 3 novembre 1805[3]
- Léger Hottentotse [4 compagnies - 200h] (africain habitant près de la colonie)
- 9e Bataillon Jagers [4 compagnies - 200h]
- Chasseurs à pied du Cap (Jagers Kaapsche) [2 compagnies - 100h]
- 5e Bataillon d'artillerie : 4 compagnies [4 canons - 8 livres - 50h par compagnie]
- Artillerie auxilaire Artillerie (Île-de-France ?) : 2 compagnies [8 canons ? -8 livres - 100h]
- Artillerie légère à pied (Javaansche) [4 canons - 4 livres - 50h] (de Java)

- Dragons légers (Kaapse) [1 escadrons - 50h]
- Artillerie à cheval [4 canons - 4 livres - 50h]

- GEWAPENDE BURGERMAGT (“garde nationale”)

- Infanterie du Cap (van Kaapstad) [2 compagnies - 80h]
- Cavalerie van de Drostdij Stellenbosch [1,5 escadron - 60h]
- Cavalerie van het Kaapsche Buitendistrikt [1/2 escadrons - 20h]
- Cavalerie van Kaapstad [1/2 escadrons - 20h]
- Drostdij Stellendam [1/2 escadrons - 20h]

### Armée britannique
Commandant en chef : Sir David Baird (un écossais)

1/24e régiment d'infanterie

1/38e régiment d'infanterie

1/59e régiment d'infanterie

1/71e régiment d'infanterie

1/72e régiment d'infanterie

1/93e régiment d'infanterie

21e régiment de dragons légers

6 300 hommes